# Ténéré
Il Ténéré è una regione desertica nella parte centromeridionale del Sahara. Comprende grandi pianure di sabbia che si estendono dal nord-est del Niger alla parte occidentale del Ciad, per un'area complessiva di oltre 400000 km².

## Descrizione
I suoi confini sono stabiliti per convenzione lungo i Monti dell'Aïr a ovest, i Monti Ahaggar a nord, il Djado Plateau a nordest, il Tibesti a est e il bacino del Lago Ciad a sud. La parte centrale del deserto, l'Erg del Ténéré, si trova all'incirca a 17°35′N 10°55′E.
Il nome Ténéré deriva dalla lingua tuareg e significa "deserto": allo stesso modo la parola araba per "deserto", sahara, è stata usata come nome per l'intera regione.
Il Ténéré è arido, con clima molto caldo e arido e nessuna vegetazione. Le temperature raggiungono i 42 °C (108 °F) d'estate, con poco più di 25 mm di precipitazioni in un anno. L'acqua è difficile da trovare, anche nel sottosuolo, e i pozzi distano tra loro centinaia di chilometri.
Questa regione non è sempre stata un deserto. Durante il Carbonifero era un fondale marino, ed in seguito divenne una foresta tropicale. Uno dei principali cimiteri di dinosauri si estende lungo il confine occidentale: molti fossili sono stati trovati in questa zona, esposti dall'erosione del suolo. I paleontologi vi hanno trovato un esemplare di un rettile simile ad un coccodrillo, il Sarcosuchus imperator, soprannominato SuperCroc.
Il deserto è anche famoso per l'Albero del Ténéré, un'acacia che era uno degli alberi più isolati al mondo, a oltre 150 km da ogni altra vegetazione. L'albero venne distrutto per errore nel 1973 quando venne investito da un camion guidato da un autista libico, ubriaco, e venne rimpiazzato da una scultura in metallo. Nonostante questo incidente l'albero è ancora indicato sulle mappe come punto di interesse.
Dagli anni ottanta la Yamaha produce una motocicletta chiamata Ténéré proprio perché adatta ai lunghi raid nei deserti africani come la Dakar.

## Popolazione
Il Ténéré è molto poco popolato. Durante la preistoria era una terra fertile, adatta alla vita umana. Venne abitata dagli umani fino al Paleolitico, circa 60 000 anni fa. La presenza di umani è documentata dai resti degli strumenti in pietra con cui cacciavano gli animali selvatici. Durante il Neolitico, circa 10 000 anni fa, dei cacciatori crearono incisioni e dipinti ancora oggi visibili in diversi punti. La popolazione si trasferì con l'inaridimento del Sahara, ed entro il 2500 a.C. l'area era interamente desertificata.
I moderni abitanti sono i Tuareg dell'Air e di Azauad. Tre federazioni Tuareg, Kel Air, Iwillimidan Kel Denneg e Kel Gres hanno governato l'area fino all'arrivo dell'armata coloniale francese, che occupò le terre. Altri gruppi etnici della zona sono gli Hausa, i Songhay, Wodaabe, i Mauri, e i Tebu.
Nel 1960 il territorio Tuareg divenne parte della repubblica indipendente del Niger. Venne diviso in sette département. La parte centrale del Ténéré è un'area protetta, sotto il vincolo della Aïr and Ténéré Natural Reserve.
La "capitale" del Ténéré è Agadez, posta all'ombra delle montagne dell'Aïr. Ci sono anche vari insediamenti in oasi basati sull'estrazione di sale.
Le principali città del Ténéré sono:
- Abalagh
- Agadez
- Arlit
- In-Gall
- Tahoua
- Tanout